# آندژی کروکوفسکی
آندژی کروکوفسکی (لهستانی: Andrzej Krukowski؛ زادهٔ ۳۰ نوامبر ۱۹۶۱) بازیگر اهل لهستان است.
از فیلم‌ها یا برنامه‌های تلویزیونی که وی در آن نقش داشته‌است، می‌توان به یاوه‌نویس،‌ خاطرات یک گناهکار و افسانه‌ای باستانی: آن هنگام که خورشید ایزد بود اشاره کرد.